# Федосеев, Дмитрий Валерианович

Дмитрий Валерианович Федосеев — доктор химических наук, был заведующим лабораторией Института физической химии Академии наук СССР.
Д. В. Федосеев родился 1934 г., в 1956 г. окончил химический факультет Одесского государственного университета.
Специалист по физической химии поверхностных явлений и химической кинетике. Основные работы выполнены в области синтеза алмаза и графита, а также образования новой фазы.
Д. В. Федосеев опубликовал более 100 научных статей. Является соавтором трех монографий и открытия образования нитевидных кристаллов алмаза.

## Публикации

### Книги
- Дерягин Б. В., Федосеев Д. В., Бакуль В. Н. Физико химический синтез алмаза из газа. — Киев: Техніка, 1971.
- Дерягин Б. В., Федосеев Д. В. Рост алмазов и графита из газовой фазы. — М.: Наука, 1977.
- Дерягин Б. В., Федосеев Д. В. Алмазы делают химики. — М.: Педагогика, 1980. — 128 с. — 100 000 экз.
- Федосеев Д. В., Чужко Р. К., Гривцов А. Г. Гетерогенная кристаллизация из газовой фазы : Вопр. кинетики и числ. моделирования. — М.: Наука, 1978. — 100 с.

### Статьи
- Дерягин Б. В., Федосеев Д. В. Обыкновенный синтез обыкновенного алмаза (недоступная ссылка) // Химия и жизнь № 10, 1982 г., с. 26-29.
- Б. В. Дерягин, Д. В. Федосеев. Эпитаксиальный синтез алмаза в метастабильной области // Успехи химии, 39, 1661 (1970).
- Д. В. Федосеев, В. П. Варнин, Б. В. Дерягин. Синтез алмаза в области его термодинамической метастабильности // Успехи химии, 53, 753 (1984).
- Федосеев Д. В., Варшавская И. Г., Лаврентьев А. В., Дерягин Б. В. Образование метастабильных фаз углерода при быстром охлаждении графита // JETP Letters, 33 (8), 414.